# نظرية المؤامرة في تركيا
نظريات المؤامرة سمة سائدة في الثقافة والسياسة في تركيا. وتعد نظرية المؤامرة ظاهرة مهمة في فهم السياسة التركية. ويُفسر ذلك بالرغبة في "تعويض العظمة العثمانية المفقودة"، والإذلال المتمثل في اعتبار تركيا جزءًا من "النصف المعطل" من العالم، و"انخفاض مستوى الثقافة الإعلامية بين السكان الأتراك".

## انتشار نظرية المؤامرة في تركيا

### الجذور والأسباب
يصف الكاتب التركي والصحفي البارز مصطفى أكيول سبب انتشار نظرية المؤامرة في تركيا قائلا: «تجعلنا [نظرية المؤامرة] نشعر أننا هامين، إن العالم يتآمر ضدنا، يجب أن يكون حقا أمرا كبيرا ... أعتقد أن الإيمان بنظرية المؤامرة تجعلنا نثق في نفسنا أكثر بعدما كنا قد فقدنا هذه الثقة إبان انهيار الإمبراطورية العثمانية.»
تُعد تركيا هي ثاني بلد في كثرة وسائل الإعلام المحلية وكثرة من يُشهادها ويُتابعها مقارنة بباقي الدول في قارة أوروبا، هذه الكثرة تجعل الكثير من الشعب التركي عرضة لأخبار وهمية، ففي 2018 صدر تقرير عن معهد المجتمع المفتوح والذي أكد أن مستويات التعليم انخفضت في تركيا ونفس الأمر بالنسبة لدرجات القراءة كما انخفضت حرية الإعلام مما تسبب قي انخفاض ثقة المجتمع الذي ارتأى بعض منه أن هذا التقرير دليل على وجود نظرية مؤامرة تُحيط بالحكومة والشعب التركي والبلد بصفة عامة.

### سمات مميزة
السمة المميزة لنظرية المؤامرة في تركيا هي أن هناك مخطط كبير يهدف إلى إنهاء القيادة في تركيا والسيطرة عليها وتتعزز نظرية المؤامرة هذه بالنهضة الاقتصادية التي عرفها البلد؛ فعلى سبيل المثال التعليم في تركيا مستقل حيث أن الجهات الفاعلة من غير الدول لم تعط أي وكالة أو تُقدم أية مساعدة حتى يزدهر التعليم التركي بل هي تأتي طالبة المساعدة والمشورة؛ وبالتالي فإن تركيا _حسب المؤمنين بالنظرية_ قادرة على القيام بنهضة وتحسين وتطوير نفسها في كل المجالات _كما هو الحال في مجال التعليم_ دون أية مساعدة من أي طرف خارجي كيف ما كان نوعه.

## نظرية المؤامرة ما قبل عهد حزب العدالة والتنمية
قبل عهد حزب العدالهة والتنمية، كانت نظرية المؤامرة موجودة في تركيا لكنها منحصرة وموجهة بشكل عام ضد «الغرب»، كما كانت نظرية المؤامرة تُركز على إنكار الإبادة الجماعية للأرمن.

### نظرية مؤامرة تقسيم البلاد
وصل الخوف من نظرية المؤامرة حد أن بعضا من المواطنين يعتقدون أن هناك بعض الدول الغربية «القوية» التي تسعى للنيل من الجمهورية التركية وإسقاطها وإخراسها من خلال تفكيكها. هذا الخوف من التقسيم يُطلق عليه أحيانا اسم «متلازمة سيفر» نسبة لمعاهدة سيفر. منذ تأسيس الجمهورية عام 1923 ونظريات المؤامرة تنتشر في تركيا بشكل كبير وكل تلك النظريات كان تُفيد بأن القوى الغربية تسعى إلى تقسيم البلاد.

### نظرية المؤامرة حول اختراع الإبادة الأرمنية
إنكار الإبادة الجماعية للأرمن لا زال يُثير جدلا ولغوا كبيرا في الأوساط التركية حيث يعتبر المؤمنين بنظرية المؤامرة هذه أن الإجماع العلمي والأكاديمي على الإبادة الجماعية التي استهدف فيها العثمانيون الشعب الأرميني سعيا لإبادته خلال مطلع القرن العشرين ما هو باعتقادهم سوى فكرة معادية للأتراك ويعتبرون أنها ترتبط ارتباط وثيقا بمؤامرة انتشار الأرمن.

## نظرية المؤامرة في عهد حزب العدالة والتنمية
تولى حزب العدالة والتنمية السلطة في عام 2002، ومنذ ذلك الحين ونظريات المؤامرة في نمو تدريجي حيث استُعملت بكثرة في الخطاب العام في تركيا. تم تكريس بعض وسائل الإعلام لدعم وتأييد رئيس الوزراء السابق والرئيس الحالي رجب طيب أردوغان الذي شرح في عدة مناسبات كيف لعب العامل الأجنبي (خاصة إسرائيل المدعومة من أمريكا) دورا كبيرا في خلق المتاعب والمشاكل لتركيا كما أكد في مناسبات أخرى أن هناك مؤامرة تُحاك ضد الأمة الإسلامية. وكانت الكثير من وسائل الإعلام الأجنبية والتركية قد تحدثت على أردوغان باعتباره قائد تركيا العظيم الذي أعاد للجمهورية مجدها كقوة عالمية بعد قرن من الضعف. ويرى مؤيدو ومصدقوا المؤامرة أن «تركيا الجديدة» تُمثل العدالة العالمية من أجل جميع المضطهدين، وهذا يُفرع كل أسياد العالم؛ مما يجعلهم يتحركون ويستخدمون جميع البيادق ضد تركيا بهدف تشويه وإضعاف أو زعزعة الاستقرار.

### نظرية المؤامرة في لفظة «العقل المدبر»
في عام 2014، استعمل الرئيس التركي رجب طيب أردوغان مصطلح العقل المدبر (بالتركية: üst akıl)‏ للدلالة على القيادة والسيطرة المؤسساتية الغامضة والمريبة وعلاقاتها مع حكومة الولايات المتحدة وذهب القول حينها إلى أن هناك مؤامرة شاملة لإضعاف تركيا من خلال تدبير كل طرف سياسي فاعل وإجباره على العمل بنظرية معادية تساهم في «إفساد» تركيا. فضلا عن قولة أردوغان هذه فإن يومية الصباح عادة ما تُشير في مناسبات متعددة إلى أن مختلف الجهات الفاعلة غير الحكومية مثل تنظيم الدولة الإسلامية (داعش)، حزب العمال الكردستاني وغيره من التنظيمات يحصلون على تمويل من فتح الله جولن الذي كان قد شن حملات شرسة هاجم فيها سياسة الرئيس في تركيا.
تعززت نظريات المؤامرة المحيطة بتركيا في بداية العقد الثاني من القرن الحادي والعشرين؛ فمثلا في شباط/فبراير من العام 2017 صرَّح مليح غوكجك رئيس إحدى البلديات في أنقرة مدعيا أن الزلازل الذي ضرب المنطقة الغربية من شاناكال قد تم تنظيمه من قبل قوى خارجية تهدف لتدمير اقتصاد تركيا وعزز تصريحه بالقول: «إن هذا "زلزال اصطناعي" كان يهدف للمساس باسطنبول.» في تشرين الثاني/نوفمبر من العام 2017، ذكرت صحيفة ياني أكيت المحسوبة على الإسلاميين أن موضة «الجينز الممزق» قد تكون في الواقع وسيلة من وسائل الاتصال عبر أشكال محددة من التشققات والثقوب بين وكلاء الدول الأجنبية والمتعاونين معهم في تركيا.

### نظريات المؤامرة الموجهة ضد إسرائيل
في أيار/مايو 2012، وجد وروار أوروبي إسرائيلي كان يُستخدم لتتبع الطيور المهاجرة؛ في الحقيقة وجد الطائر من قبل قرويين بالقرب من جنوب شرق تركيا في مدينة غازي عنتاب. أبدى القرويين قلقم من أن الطيور قد تحمل رقاقة صغيرة تتجسس من خلالها المخابرات الإسرائيلية على المنطقة ونبهت المسؤولين المحليين لذلك. فحص رئيس الزراعة والثروة الحيوانية في المديرية الإقليمية في غازي عنتاب عاكف أسلنباء جثة الطائر وذكر في تقريره: «له أنف مختلف جدا عن باقي الطيور وأخف بكثير من الآخرين ... يُمكن استخدام الطائر في التجسس من خلال تسجيل الصوت والصورة ... لو كانت هذه الحالة صحيحة فأكيد أن إسرائيل هم من سيفعلون ذلك.» أثار هذا الموضوع جدلا كبيرا حينها؛ وقررت الرئاسة التركية إرسال وحدة مكافحة الإرهاب لتعمل جنبا إلى جنب مع وزارة الزراعة وأكد الاثنان للقرويين أنهم جاهزين لتتبع حركات كل الطيور المهاجرة من أجل التأكد من خلوها من كل أجهزة التجسس أو المراقبة أو التصوير. وكان مراسل بي بي سي جوناثان قد قال: «أنا غير مصدق أن نظريات المؤامرة قادرة على الترسيخ في أذهان الكل بسهولة ... إن تركيا ترى أن إسرائيل تلعب دورا شريرا في المنطقة وتُحاول بكل الطرق تدمير البلد.»
في عام 2013، تم اكتشاف عاسوق إسرائيلي يحمل في قدمه شيئا مريبا من قبل القرويين في محافظة إلازغ في تركيا. تم إرسال العاسوق من أجل إجراء الاختبارات الطبية اللازمة في جامعة الفرات التي حددت بدورها على أن الطائر هو «جاسوس إسرائيلي» خاصة بعد البحث في وثائقه التسجيلية لكن بعد إجراء مزيد من الفحوصات الطبية بما في ذلك الأشعة السينية تبيَّن أن الطائر كان مصمما على عدم حمل أي معدات إلكترونية.

### نظرية مؤامرة الحرب ضد الإسلام
«الحرب ضد الإسلام» وتُسمى أحيانا «الحرب على الإسلام» أو «الهجوم على الإسلام» هي نظرية مؤامرة سائدة في تركيا ويُؤمن بها الإسلاميون الذين يستخدمونها في خطاباتهم لوصف المؤامرة المزعومة التي تهدف إلى إضعاف المسلمين وإبادتهم جماعيا لما لا من خلال مختلف الوسائل العسكرية، الاقتصادية، الاجتماعية وحتى الثقافية.
يرى الإسلاميون أن مرتكبي المؤامرة هم من غير المسلمين وخاصة العالم الغربي والمسلمين المنافقين؛ حيث يرى المؤمنون بهذه النظرية أن المنافقين يتواطؤون مع جهات سياسية فاعلة في العالم الغربي لتدمير الإسلام. أمَّا نظرية المؤامرة المعاصرة فتُؤمن برواية «الحرب ضد الإسلام»؛ حيث تُركز على القضايا العامة بما في ذلك العلمنة فضلا عن القضايا الأخرى المتعلقة بسياسات القوة الدولية بين الدول الحديثة والحروب الصليبية التي يرى المسلمون المؤيدون للنظرية أنها كانت نقطة البداية.
في اللغة الإنجليزية؛ تم صياغة لفظ جديد وهو «الحرب على الإسلام» وقد صيغ هذا اللفظ في الخطاب الإسلامي عام 1990 ولم يحظى بشهرة واسعة وشعبية كبيرة إلا بعد عام 2001.
كما ذُكر فوق؛ فإن موضوع نظرية المؤامرة ضد المسلمين في تركيا قد كسب شهرة واسعة في نصف العقد الثاني من القرن الحادي والعشرين؛ فمثلا سبق لنائب رئيس حزب العدالة والتنمية في مدينة إسطنبول تولغاي دمير عام 2017 أن ادَّعى أن الأرض في الواقع مسطحة وأن مفهوم الكوكب يُشكل مؤامرة خطط لها كل من الكرسي الرسولي، اليسوعيين والماسونية.